# GV Большой Медведицы
GV Большой Медведицы (лат. GV Ursae Majoris), HD 237922 — одиночная переменная звезда в созвездии Большой Медведицы на расстоянии приблизительно 1908 световых лет (около 585 парсеков) от Солнца. Видимая звёздная величина звезды — от +9,44m до +9,3m.

## Характеристики
GV Большой Медведицы — красная пульсирующая медленная неправильная переменная звезда (LB:) спектрального класса M2.